# François Schweyen
François Schweyen (Verviers, 5 november 1989) is een Belgische darter die uitkomt voor de WDF en de PDC.

## Carrière
Schweyen nam in 2010 deel aan zijn eerste PDC-vloertoernooi, maar zonder noemenswaardig succes. In de daaropvolgende jaren nam hij deel aan softtip-dartstoernooien en af en toe aan evenementen van de World Darts Federation. In 2011 eindigde hij tijdens de Antwerp Open en Top of Ghent-toernooien in de tweede ronde. In het tweede toernooi verloor hij zijn wedstrijd van Christian Kist, die een jaar later WDF World Darts Champion werd.
Schweyen bereikte zijn eerste hoogtepunt in 2013 toen hij de gouden medaille won tijdens het EDU European Darts Championship in Geiselwind. In de finale versloeg hij Boris Krčmar. In hetzelfde jaar bereikte hij de kwartfinales van de Dutch Open, waar hij met 5-1 in legs verloor van de toernooifavoriet en uiteindelijke winnaar Scott Waites. Verrassend genoeg vertraagde zijn carrière en in de daaropvolgende jaren verscheen hij slechts af en toe op internationale toernooien. In 2019 bereikte hij opnieuw de kwartfinales op de Bruges Open.
Op de PDC Challenge Tour in 2022 bereikte hij één keer de kwartfinales, voordat hij in september zijn debuut maakte op de Belgian Darts Open in Wieze, waar hij zich via de Host Nation Qualifier voor plaatste. Hij verloor in de eerste ronde met 6-4 van Jelle Klaasen.
In mei 2023 kwalificeerde hij zich opnieuw via de Host Nation Qualifier voor de Belgian Darts Open van 2023. Dit keer verloor hij in de eerste ronde met 6-3 van José de Sousa. In augustus won hij zijn eerste World Darts Federation-evenement, de Belgium Open. Hij versloeg Andy Baetens in de finale met 5-2 in legs. In oktober versloeg hij Edwin Torbjörnsson met 5-2 in de finale van de Latvian Open. Een dag later verloor hij de finale van de Riga Open met 5-2 van Thomas Junghans. Ondanks deze twee toernooioverwinningen ging Schweyen niet door als reservespeler naar het WDF World Darts Championship 2023.
In september 2024 plaatste hij zich wederom via de Host Nation Qualifier voor de allereerste editie van de Flanders Darts Trophy in Antwerpen. Hij verloor in de eerste ronde van Kevin Doets met 6-4. Schweyen kwalificeerde zich voor het WDF World Darts Championship 2024, waarop hij debuteerde en reikte tot de halve finale.
In maart 2025 plaatste hij zich opnieuw via de Host Nation Qualifier voor de Belgian Darts Open van 2025. Hij verloor in de eerste ronde van Wessel Nijman met 6-5.

## Resultaten op wereldkampioenschappen

### WDF
- 2024: Halve finale (verloren van Shane McGuirk met 0–5)